# Edward Malbrocki
Edward Malbrocki (ur. 2 października 1894 w Warszawie, zm. ?) – podchorąży Wojska Polskiego, kawaler Orderu Virtuti Militari.

## Życiorys
Urodził się 2 października 1894 w Warszawie, w rodzinie Karola i Pauliny. Był bratem Mieczysława (1891–1920), żołnierza 1 Pułku Piechoty Legionów Polskich, sierżanta 201 Pułku Piechoty, poległego pod Surażem, założyciela i współwłaściciela firmy spedycyjnej „Promień” w Warszawie, odznaczonego Krzyżem Niepodległości (pośmiertnie 16 marca 1933) i Odznaką Pamiątkową Więźniów Ideowych, i Stefana (ur. 1900), żołnierza 6 Pułku Piechoty Legionów Polskich, odznaczonego Krzyżem Niepodległości (pośmiertnie 9 listopada 1932).
W czasie I wojny światowej należał do Polskiej Organizacji Wojskowej. W czasie wojny z bolszewikami walczył w szeregach 28 Pułku Strzelców Kaniowskich.
Mieszkał w Warszawie przy ul. Nowowiejskiej 9 m. 28. Z zawodu był handlowcem.

## Ordery i odznaczenia
- Krzyż Srebrny Orderu Wojskowego Virtuti Militari – 28 lutego 1921[14][15]
- Krzyż Niepodległości – 16 marca 1937 „za pracę w dziele odzyskania niepodległości”[16][2]
- Krzyż Walecznych dwukrotnie[17][18]
- Odznaka Pamiątkowa Więźniów Ideowych[1]